# Dick Price
Richard „Dick“ Price (* 12. Oktober 1930 in Chicago; † 25. November 1985) war ein US-amerikanischer Psychologe und mit Michael Murphy Gründer des Esalen-Instituts am kalifornischen Küstenstreifen Big Sur.

## Leben
Price ist mit einem Zwillingsbruder – dieser starb im Alter von drei Jahren – und einer älteren Schwester an mehreren Orten im Bundesstaat Illinois aufgewachsen. Er studierte Psychologie an der Stanford University, dann Klinische Psychologie an der Harvard University. 1955 zog er an die von Alan Watts und dem Stanford-Professor für vergleichende Religionswissenschaft und Indologie, Frederic Spiegelberg, neu gegründete American Academy of Asian Studies in San Francisco. Dort fand er Kontakt zu führenden Vertretern der Beat Generation, besonders zu Gary Snyder.
1956 machte er eine schwere Psychose durch. In deren Verlauf wurde er von seinen Eltern in eine Klinik in Hartford gebracht und dort unter anderem mittels Elektroschock- und Insulinschocktherapie behandelt. Nach knapp einem Jahr wurde er an Thanksgiving 1957 entlassen und kehrte in die Gegend von Chicago zurück.
1960 zog er wieder nach Kalifornien zu Gia-Fu Feng und traf dort seinen Stanford-Studienkollegen Michael Murphy. Auf einem beim Santa-Lucia-Gebirge gelegenen Grundstück der Familie Murphy gründeten sie 1962 das Esalen-Institut. Price sah in Esalen eine Alternative zur üblichen Psychiatrie, wie er sie erfahren hatte. Er wünschte sich einen Ort, an dem der „innere Prozess“ ungestört fortschreiten konnte. Ab 1964 wurde er in Esalen von Fritz Perls in die Gestalttherapie eingeführt. Diese praktizierte und lehrte er dort, bis er 1985 in der Nähe des Instituts auf einer Wanderung durch einen Steinschlag starb.